# Láví Tidhár
Láví Tidhár (héber betűkkel לביא תדהר, izraeli angol átírással Lavie Tidhar) (1976. november 16.–) izraeli sci-fi- és fantasyszerző.

## Élete
Marosvásárhelyi magyar felmenőkkel rendelkezik. 15 éves koráig egy kibucban nevelkedett, utána élt Angliában, Dél-Afrikában, Laoszban és Vanuatun is.

## Munkássága

### Bookman Sorozat
- The Bookman, 2010
- Camera Obscura, 2011
- The Great Game, 2012

### Egyéb
- Osama, 2011
- Martian Sand, 2011
- The Tel Aviv Dossier, 2009
- An Occupation of Angels, 2005
- Cloud Permutations, 2010
- Gorel and The Pot-Bellied God, 2011
- Jesus & The Eightfold Path, 2011

## Magyarul
- Héberpunk, Galaktika, 252-255.
- Oszama; ford. Kleinheincz Csilla; Ad Astra, Bp., 2012

## Fordítás
- Ez a szócikk részben vagy egészben  a   Lavie Tidhar című angol Wikipédia-szócikk fordításán alapul.  Az eredeti cikk szerkesztőit annak laptörténete sorolja fel. Ez a jelzés csupán a megfogalmazás eredetét és a szerzői jogokat jelzi, nem szolgál a cikkben szereplő információk forrásmegjelöléseként.